# Ган, Елена Андреевна
Елена Андреевна Ган (в девичестве Фадеева; 12 (23) января 1814, Ржищев, Киевская губерния — 24 июня (6 июля) 1842, Одесса) — русская писательница XIX века, постоянный автор журнала «Библиотеки для чтения» Осипа Сенковского и журнала «Отечественные записки».

## Биография
Родилась в многодетной дворянской семье. Детство и юность провела в Екатеринославе. По материнской линии принадлежала к роду князей Долгоруковых, её родителями были Андрей Михайлович Фадеев (1789—1867), тайный советник, губернатор Саратова, и княжна Елена Павловна Долгорукая (в девичестве). Родная сестра Елены, Екатерина, была замужем за Юлием Федоровичем Витте (1814—1867), от брака с которым родился будущий российский государственный деятель, министр финансов России Сергей Юльевич Витте (1849—1915).
Елена Ган приходилась родственницей по тёте, Анастасии Павловне Сушковой, поэтессе Евдокии Ростопчиной и двоюродной сестрой мемуаристке Екатерине Сушковой, приятельнице Лермонтова, с которым Ган общалась в её доме. «Его я знаю лично… Умная голова! Поэт, красноречив», — писала она родным (см. Лермонтовскую энциклопедию). Её родственником по матери был известный поэт того времени Иван Михайлович Долгоруков, внук автора «Своеручных записок» Натальи Долгорукой и первый их издатель, а также поэт Ф. И. Тютчев.
Замуж Елена вышла в 16-летнем возрасте за капитана Петра Алексеевича Гана (Peter Hahn von Rottenstern; 1798—1873), человека военного, почти вдвое старше её, происходившего из древнего рода прибалтийских немцев. Закончил Пажеский корпус в Петербурге, дослужился до звания полковника. Сын генерал-майора Алексея Августовича Гана (Axel Heinrich Hahn von Rottenstern, псевдоним Aleksej Gust) (около 1780—1815) и Елизаветы Максимовны, урождённой von Probsting, бывшей замужем вторым браком за генерал-майором Николаем Васильевичем Васильчиковым (Васильчиков 3-й) (1781—1849), имевшей десять детей.
В 1831 году у Ганов родилась первая дочь Елена (Елена Блаватская), а в 1835 — вторая дочь Вера — будущая писательница Желиховская. Елена Ган вместе с маленькими детьми и мужем все это время путешествовала по Украине, побывала в Курске и в Туле. Весной 1836 года семья прибыла в Петербург, где проживет по май 1837 года, здесь Елена Ган увидела на выставке Пушкина, о чём написала родным: «Я узнала — Пушкина! Я воображала его чёрным брюнетом, а его волосы не темнее моих, длинные, взъерошенные… Маленький ростом, с заросшим лицом, он был не красив, если бы не глаза. Глаза блестят, как угли, и в беспрерывном движении. Я, разумеется, забыла картины, чтобы смотреть на него. И он, кажется, это заметил: несколько раз, взглядывая на меня, улыбался… Видно, на лице моем изображались мои восторженные чувства». Известно, что Пушкин во время южной ссылки бывал в кишиневском и одесском домах Фадеева..
В 1837 году вместе с семьей приезжала в Пятигорск. Кавказской теме посвящены повести «Воспоминание Железноводска» (1837) и «Медальон» (1839).

## Литературная деятельность
В 1836 году Е. А. Ган опубликовала в «Библиотеке для чтения» издателя и редактора Сенковского, чьей литературной ученицей она являлась, компиляцию из романа Бульвер-Литтона «Годольфин». В 1839 там же появилась её первая повесть «Идеал», под псевдонимом Зенеида Р-ва. В 1837 году, будучи на Кавказе, познакомилась с ссыльными декабристами. Впечатления этого знакомства послужили созданию ряда произведений: «Воспоминаний Железноводска» и повестей «Утбалла» и «Джеллаледдин», опубликованных в 1838 году в «Библиотеке для чтения». Далее (1839—1841) последовали одна за другой повести (изданные там же): «Медальон», «Суд света», «Теофания Аббиаджио». Произведение «Напрасный дар» было создано в 1842 и в том же году опубликовано в «Отечественных Записках» (первая часть); вторая часть появилась в посмертном собрании сочинений (1843); «Любонька» (год создания — 1842 — также совпадает с годом публикации в «Отечественных Записках» и, соответственно, по времени написания), «Ложа в одесской опере» (опубликовано в альманах «Дагерротип»). Собрания сочинений Елены Андреевны Ган были изданы два раза в Санкт-Петербурге, в 1843 и 1905 годах.
Литературное приложение сил Е. Ган (Зенеиды Р-вой) не осталось незамеченным. На публикацию её произведений отозвались многие видные деятели того времени. В частности Тургенев и Белинский:

 «В этой женщине было <…> и горячее русское сердце, и опыт жизни женской, и страстность убеждений, — и не отказала природа в тех „простых и сладких“ звуках, в которых счастливо выражается внутренняя жизнь» — Иван Сергеевич Тургенев 

«Есть писатели, которые живут отдельною жизнью от своих творений; есть писатели, личность которых тесно связана с их произведениями. Читая первых, услаждаешься божественным искусством, не думая о художнике; читая вторых, услаждаешься созерцанием прекрасной человеческой личности, думаешь о ней, любишь её и желаешь знать её самое и подробности её жизни. К этому второму разряду принадлежит наша даровитая Зенеида Р-ва (Елена Ган) <…> Мир праху твоему, благородное сердце, безвременно разорванное силой собственных ощущений. Мир праху твоему, необыкновенная женщина, жертва богатых даров своей возвышенной натуры! Благодарим тебя за краткую жизнь твою: не даром и не втуне цвела она пышным, благоуханным цветом глубоких чувств и высоких мыслей… В этом цвете — твоя душа, и не будет ей смерти, и будет жива она для всякого, кто захочет насладиться её ароматом».— Виссарион Григорьевич Белинский 

## Семья
Муж — Пётр Алексеевич фон Ган — потомок немецкого аристокритического рода Ган. Его отец — заслуженный генерал, мать — урождённая графиня Прёбстинг, по второму браку Васильчшкова.
Дети:
1. Елена Блаватская (1831—1891) — философ, основательница Теософского общества (1875);
2. Александр (1833—1834);
3. Вера Желиховская (1835—1896) — писательница;
4. Леонид (1840—1885) — мировой судья и присяжный поверенный в Ставрополе.

## Из библиографических источников
- А. М. Фадеев Воспоминания. Одесса, 1897
- «Воспоминания о Ган» // «Одесский Вестник», 1844, № 10
- «Старина и Новизна», IX, 1905, стр. 327—335
- В журнале «Русская Старина», 1886. Статьи: Е. С. Некрасовой, Н. Фадеевой (декабрь, 1986), В. П. Желиховской (март, 1887)
- А. В. Старчевский // «Исторический Вестник», 1886, № 8, 9, 11
- М. Гершензон «Русская женщина 30-х годов» // «Русская Мысль», 1911, декабрь
- Сизова М. А. Жанр «светской повести» в русской литературе 1830-х гг.: Творчество Е. А. Ган. Диссертация на соискание уч. стак как филол. н. Москва, 2007
- Дорожкина М. А. Метаморфозы связей авторов с литературными героями: М. Ю. Лермонтов и Е. А. Ган («Княжна Мери» и «Медальон») // Вестник МГОУ, 2016. № 5. С. 214—224.

## Интересно
- По линии своей матери — Елены Павловны Долгоруковой, Елена Андреевна Ган была потомком великого князя Киевского Ярослава Мудрого.[8][9]